# Black Hole Sun
"Black Hole Sun" är en låt av det amerikanska grungebandet Soundgarden, utgiven på singel i maj 1994. "Black Hole Sun", skriven av sångaren Chris Cornell, är den tredje singeln från bandets fjärde studioalbum, Superunknown, utgivet den 8 mars 1994. 

## Låtlista
Amerikansk promosingel
1. "Black Hole Sun"  – 5:18
2. "Black Hole Sun" (edit)  – 4:31

## Listplaceringar
- #1 Mainstream Rock Tracks
- #7 Storbritannien